# Кликови
Кликови (познати и као цоктави сугласници) су тип сугласника код којих су присутни ингресивни и орални механизам изговора, тј. ваздух се усисава у усну дупљу, где су две препреке: једна у предњем делу усне дупље, друга у задњем делу. При усисавању ваздуха уклања се предња препрека.

## Типови
- билабијални [ʘ]
- дентални [ǀ]
- алвеоларни [ǃ]
- латерални [ǁ]
- палатални (предњонепчани) [ǂ]

За разлику од осталих сугласника, симболи за појединачне кликове заправо означавају неколико мање или више различитих кликова.

## Распрострањеност
Кликови су присутни у бројним језицима јужног дела Африке, као и у три језика у источној Африци. Којсански језици на југу Африке имају велики број кликова, док банту језици у непосредној близини којсанских имају мање тих гласова. У источној Африци дахало, који спада у кушитске језике, има кликове у неколико речи.
Једини неафрички језик који користи кликове као фонеме је аустралијски церемонијални језик дамин (занимљиво је да тај језик користи егресивни клик, тј. клик код којег ваздух излази).
Бројни језици имају кликове као паралингвистичке гласове, тј. гласове који не улазе у састав речи (пример у српском би било цоктање у знак неодобравања или неслагања).